# Чекашевы Поляны
Чекашевы Поляны — село, центр сельской администрации в Ковылкинском районе. Население 205 чел. (2001), в основном русские.
Расположено на р. Унуй, в 20 км от районного центра и 3 км от железнодорожной станции Токмово. Название-антропоним: владельцами населенного пункта были Чекашевы, служилые татары на Темниковской засечной черте, на что указывает «Список мурз, татар и рейтаров…» (1675). В «Списке населённых мест Пензенской губернии» (1869) Чекашевы Полянки — деревня владельческая из 105 дворов (1 107 чел.) Инсарского уезда. По данным 1913 г., в Чекашевых Полянах было 230 дворов (1 496 чел.); церковь, церковно-приходская школа, 4 хлебозапасных магазина, пожарная машина, 6 ветряных мельниц, 3 лавки, 4 маслобойки и просодранки.
В 1931 г. в селе насчитывалось 443 двора (1 947 чел.). Был образован колхоз «Большевик», с 1950 г. — им. Хрущёва, с 1996 г. — отделение СХПК «Красная Пресня». В современном селе — основная школа, клуб, магазин, отделение связи; обелиск воинам, погибшим в годы Великой Отечественной войны. В Чекашево-Полянскую сельскую администрацию входят с. Старое Пшенево (168 чел.), пос. рзд. Токмово (32 чел.).
Чекашевы Поляны — родина полного кавалера ордена Славы Н. И. Мещерякова, генерал-майора В. И. Миточкина, электротехника А. И. Лобарёвой, техника-механика паровозного хозяйства Н. С. Сырова, швеи-мотористки Ф. П. Гуниной.

## Источник
- Энциклопедия Мордовия, А. Н. Келина.